# Elecciones a la Asamblea de Melilla de 2019
Las elecciones a la Asamblea de Melilla de 2019, que dieron lugar al inicio del VII mandato desde el Estatuto de Autonomía de Melilla, se celebraron el 26 de mayo de 2019, en el marco de las elecciones autonómicas de España de 2019. Se eligieron 25 representantes.

## Resultados electorales
| ← Elecciones a la Asamblea de Melilla de 2019 → |                                          |                         |        |        |         |     |
| Presidente y gobierno | Partido                                  | Candidato               | Votos  | %      | Escaños | +/- |
| - Presidente: Eduardo de Castro - Gobierno: Cs - Censo: 54.246 - Votantes: 34.393 (63,4%) - Abstención: 19.853 (36,6%) - Válidos: 34.205 (99,45%) - A candidatura: 34.047 (99,54%) | Partido Popular de Melilla (PP)          | Juan José Imbroda Ortiz | 12.943 | 37,84% | 10      | -2  |
| - Presidente: Eduardo de Castro - Gobierno: Cs - Censo: 54.246 - Votantes: 34.393 (63,4%) - Abstención: 19.853 (36,6%) - Válidos: 34.205 (99,45%) - A candidatura: 34.047 (99,54%) | Coalición por Melilla (CpM)              | Mustafá Aberchán        | 10.472 | 30,62% | 8       | +1  |
| - Presidente: Eduardo de Castro - Gobierno: Cs - Censo: 54.246 - Votantes: 34.393 (63,4%) - Abstención: 19.853 (36,6%) - Válidos: 34.205 (99,45%) - A candidatura: 34.047 (99,54%) | Partido Socialista Obrero Español (PSOE) | Gloria Rojas Ruiz       | 4.928  | 14,41% | 4       | +1  |
| - Presidente: Eduardo de Castro - Gobierno: Cs - Censo: 54.246 - Votantes: 34.393 (63,4%) - Abstención: 19.853 (36,6%) - Válidos: 34.205 (99,45%) - A candidatura: 34.047 (99,54%) | Vox (VOX)                                | Jesús Delgado Aboy      | 2.655  | 7,76%  | 2       | +2  |
| - Presidente: Eduardo de Castro - Gobierno: Cs - Censo: 54.246 - Votantes: 34.393 (63,4%) - Abstención: 19.853 (36,6%) - Válidos: 34.205 (99,45%) - A candidatura: 34.047 (99,54%) | Ciudadanos (C's)                         | Eduardo de Castro       | 1.897  | 5,55%  | 1       | -1  |
| - Presidente: Eduardo de Castro - Gobierno: Cs - Censo: 54.246 - Votantes: 34.393 (63,4%) - Abstención: 19.853 (36,6%) - Válidos: 34.205 (99,45%) - A candidatura: 34.047 (99,54%) | Adelante Melilla (ADEME)                 |                         | 667    | 1,95%  | 0       |     |
| - Presidente: Eduardo de Castro - Gobierno: Cs - Censo: 54.246 - Votantes: 34.393 (63,4%) - Abstención: 19.853 (36,6%) - Válidos: 34.205 (99,45%) - A candidatura: 34.047 (99,54%) | Unidas Podemos (UP)                      | Gema Aguilar            | 408    | 1,19%  | 0       |     |
| - Presidente: Eduardo de Castro - Gobierno: Cs - Censo: 54.246 - Votantes: 34.393 (63,4%) - Abstención: 19.853 (36,6%) - Válidos: 34.205 (99,45%) - A candidatura: 34.047 (99,54%) | unión Progreso y Democracia (UPyD)       |                         | 77     | 0,23%  | 0       |     |
| - Presidente: Eduardo de Castro - Gobierno: Cs - Censo: 54.246 - Votantes: 34.393 (63,4%) - Abstención: 19.853 (36,6%) - Válidos: 34.205 (99,45%) - A candidatura: 34.047 (99,54%) | En blanco                                |                         | 158    | 0,46%  |         |     |
| - Presidente: Eduardo de Castro - Gobierno: Cs - Censo: 54.246 - Votantes: 34.393 (63,4%) - Abstención: 19.853 (36,6%) - Válidos: 34.205 (99,45%) - A candidatura: 34.047 (99,54%) | Nulos                                    |                         | 188    | 0,55%  |         |     |

## Investidura
Después de haberse celebrado las elecciones a la Asamblea de Melilla empezaron unas semanas de incertidumbre, ya que el único diputado de Ciudadanos Eduardo de Castro tenía la llave para dar continuidad al gobierno de Juan José Imbroda que llevaba 19 años gobernando la ciudad, o apostar por un gobierno alternativo. Después de varias reuniones y encuentros a dos bandas, Eduardo de Castro no desvelaba su decisión, aunque internamente en el Partido Popular de Melilla creían que De Castro apoyaría con una abstención un gobierno de la ciudad constituido por el Partido Popular de Melilla y Vox.
La sorpresa saltaba el 15 de junio de 2019 en la constitución de Asamblea de Melilla, ya que Eduardo de Castro presentaba candidatura para la investidura a la presidencia de la ciudad, algo que dejaba atónitos a Juan José Imbroda y al Partido Popular de Melilla, que no daban crédito a lo que estaban viendo. Tras los votos favorables de Coalición por Melilla y el PSOE, que sumaban mayoría absoluta junto a Ciudadanos, Eduardo de Castro fue nombrado presidente de la ciudad autónoma de Melilla. Frente a la indignación de Juan José Imbroda, que se encaró con el propio Eduardo de Castro llamándole "traidor", este le respondió con una sonrisa, mientras que por parte de los diputados del Partido Popular de Melilla, estos fueron saliendo muy afectados de la Asamblea de Melilla sin que acabase la sesión de investidura.
Ciudadanos terminó con diecinueve años de gobierno del Partido Popular en la Ciudad Autónoma. 
| Fecha                                                   | Voto                   | link = Partido Popular de Melilla | link = coalición por Melilla |   |   | link = Ciudadanos (España) | Total | Investido |
| ------------------------------------------------------- | ---------------------- | --------------------------------- | ---------------------------- | - | - | -------------------------- | ----- | --------- |
| 15 de junio de 2019 Mayoría requerida: Absoluta (13/25) | Juan José Imbroda (PP) | 10                                |                              |   | 2 |                            | 12/25 | No        |
| 15 de junio de 2019 Mayoría requerida: Absoluta (13/25) | Eduardo de Castro (Cs) |                                   | 8                            | 4 |   | 1                          | 13/25 | Sí        |